# Microdon craigheadii
Microdon craigheadii är en tvåvingeart som beskrevs av Margaret Walton 1912. Microdon craigheadii ingår i släktet myrblomflugor, och familjen blomflugor. Inga underarter finns listade i Catalogue of Life.